# Seibu Prince Rabbits
Die Seibu Prince Rabbits (jap. 西武プリンスラビッツ Seibu Purinsu Rabittsu) waren ein japanisches Eishockeyteam, das zuletzt seinen Sitz in Nishitōkyō hatte, und bis 2009 in der Asia League Ice Hockey spielte.

## Geschichte
Der Verein wurde 1966 als Seibu Tetsudō Ice Hockey Bu (西武鉄道アイスホッケー部) als Werksclub der Eisenbahngesellschaft Seibu Tetsudō (English Seibu Railways Ice Hockey Club) gegründet. 1973 wurde dieser Werksclub als Kokudo Keikaku Ice Hockey Bu (国土計画アイスホッケー部, English Kokudo Keikaku Ice Hockey Club) unabhängig von der Seibu Tetsudō und nach Karuizawa, Nagano verlegt. Kokudo Keikaku gehört dabei zur Unternehmensgruppe um die Seibu Tetsudō. Bereits 1974 konnte der Club zum ersten Mal die Japanische Meisterschaft gewinnen, ein Erfolg, den man in den kommenden Jahren neunmal wiederholen konnte. 1984 zog der Verein nach Shinagawa, Tokio, um, 1991 erfolgte ein erneuter Standortwechsel nach Yokohama. 1992 benannte sich das Unternehmen Kokudo Keikaku in Kokudo um und damit auch die Mannschaft. 2003 wurde Kokudo mit dem Seibu Railways Ice Hockey Club fusioniert. Der Sitz wurde nach Nishitōkyō verlegt. In der Folgezeit gewann der Verein zweimal die neu gegründete Asia League Ice Hockey (2005 und 2006).

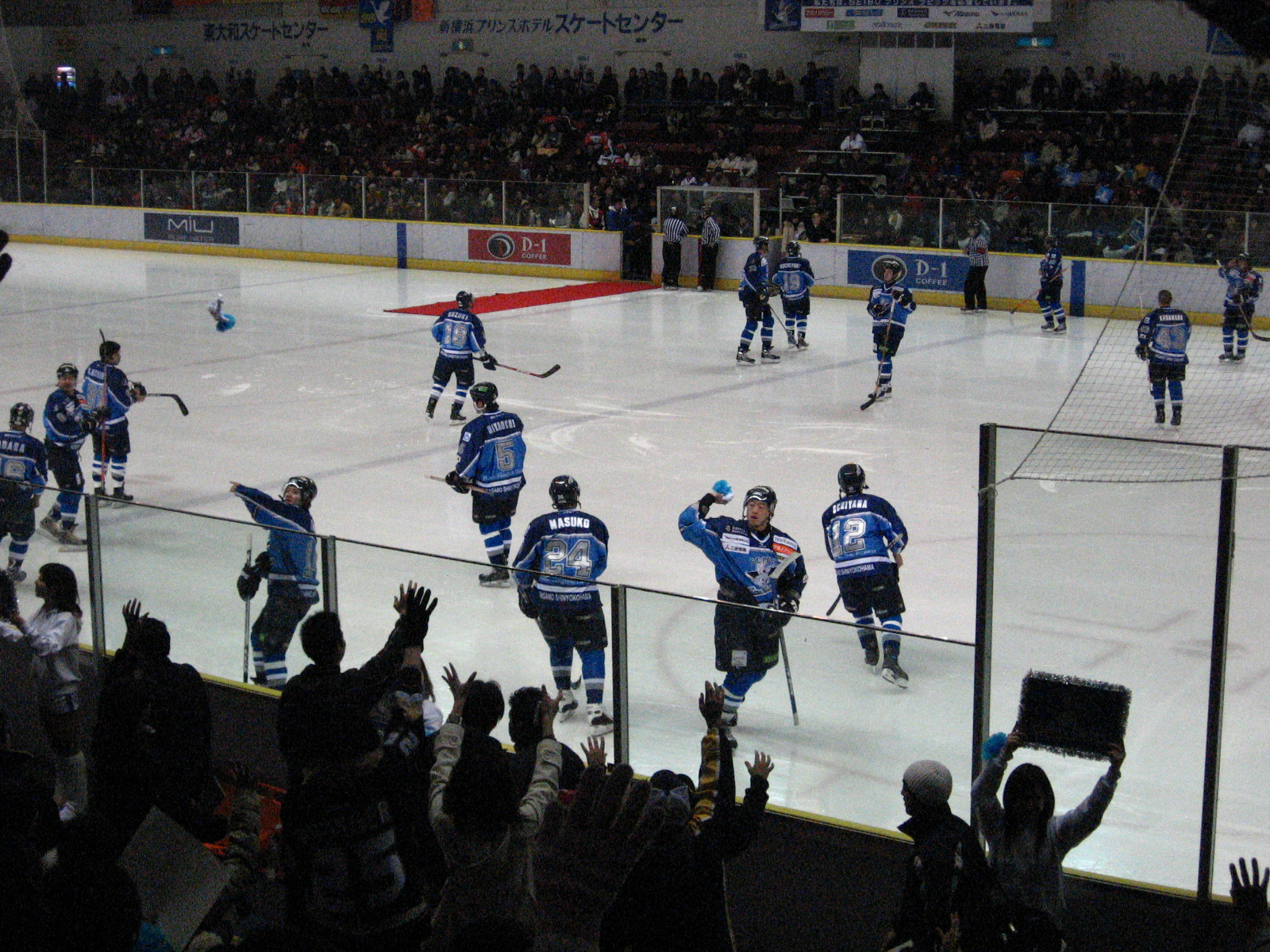
Seibu Prince Rabbits (2008)

Seit 2006 gehörte der Verein (wie auch das Unternehmen Kokudo) zu Prince Hotels – einer Tochter der Seibu Holdings – die Spiele der Herren- sowie der Damenmannschaft werden seitdem unter dem Namen Seibu Prince Rabbits bzw. Seibu Princess Rabbits ausgetragen.
Aufgrund des Rückzugs des Hauptsponsors und der vergeblichen Suche nach einem neuen Sponsor, wurde das Team zum Ende der Saison 2008/2009, am 31. März 2009, aufgelöst. In seiner letzten Spielzeit gewann der Club nochmals den Vizemeister-Titel in der Asia League Ice Hockey.

## Bekannte ehemalige Spieler
- Yutaka Fukufuji, Torhüter der Los Angeles Kings und erster Japaner in der NHL